# Rytijärvi (Gällivare socken, Lappland, 741873-170891)
Rytijärvi är en sjö i Gällivare kommun i Lappland och ingår i Råneälvens huvudavrinningsområde.